# Михаїл Пейков
Михаїл Пейков (болг. Михаил Пейков; нар. 1941, Каракурт — болгарський художник в Україні.

## Біографія
Він народився в селі Каракурт, неподалік Болграда в 1941. У 1978 закінчив Український поліграфічний інститут у Львові на факультеті друкарства. З 1980 жив у Ізмаїлі.

## Творчість
Пейков — художник і різьбяр по дереву. Він часто використовує акварелі.
Після 1975 брав участь у виставках у Москві, Львові, Кишиневі, Одесі, Києві та інших містах, а також у Румунії та колишній Чехословаччині. З 1997 бере участь у виставках болгарських художників в Україні, у тому числі 7-й виставці болгарських художників з України, яка відбулася в Одесі у травні 2008 року.